# Cleptes hungaricus
Cleptes hungaricus is een vliesvleugelig insect uit de familie van de goudwespen (Chrysididae). De wetenschappelijke naam van de soort is voor het eerst geldig gepubliceerd in 2009 door Móczár.